# Neivamyrmex radoszkowskii
Neivamyrmex radoszkowskii é uma espécie de formiga do gênero Neivamyrmex.